# Øystein Granbu Lien
Øystein Granbu Lien (ur. 5 stycznia 1992 w Lillehammer) – norweski dwuboista klasyczny, złoty medalista mistrzostw świata juniorów.

## Kariera
Po raz pierwszy na arenie międzynarodowej Øystein Granbu Lien pojawił się 15 stycznia 2011 roku w Klingenthal, kiedy zajął 49. miejsce w zawodach Pucharu Kontynentalnego metodą Gundersena. Jeszcze w tym samym miesiącu wystąpił na mistrzostwach świata juniorów w Otepää, zajmując 21. miejsce w tej samej konkurencji. Na rozgrywanych rok później mistrzostwach świata juniorów w Erzurum wywalczył złoty medal w sprincie, w Gundersenie był szósty, a wspólnie z kolegami z reprezentacji był czwarty w sztafecie. W Pucharze Świata zadebiutował 9 marca 2012 roku w Oslo, zajmując 46. miejsce w Gundersenie. Jak dotąd nie zdobył pucharowych punktów.

## Osiągnięcia

### Mistrzostwa świata juniorów
| Miejsce | Dzień       | Rok  | Miejscowość | Konkurencja           | Wynik zwycięzcy | Strata      | Zwycięzca          |
| ------- | ----------- | ---- | ----------- | --------------------- | --------------- | ----------- | ------------------ |
| 21.     | 27 stycznia | 2011 | Otepää      | Gundersen HS100/10 km | 26:37.7 min     | +3:05.0 min | Johannes Rydzek    |
| 4.      | 29 stycznia | 2011 | Otepää      | Sprint HS100/5 km     | 12:44.5 min     | +1:03.7 min | Marjan Jelenko     |
| 6.      | 22 lutego   | 2012 | Erzurum     | Gundersen HS109/10 km | 26:50.8 min     | +32.7 s     | Mattia Runggaldier |
| 4.      | 24 lutego   | 2012 | Erzurum     | Sztafeta HS109/4x5 km | 51:16.9 min     | +53.2 s     | Austria            |
| 1.      | 25 lutego   | 2012 | Erzurum     | Sprint HS109/5 km     | 12:52.9 min     | -           | -                  |

### Puchar Świata

#### Miejsca w klasyfikacji generalnej
- sezon 2011/2012: -

#### Miejsca na podium chronologicznie
Jak dotąd Lien nie stawał na podium indywidualnych zawodów PŚ.